# 1387 w polityce

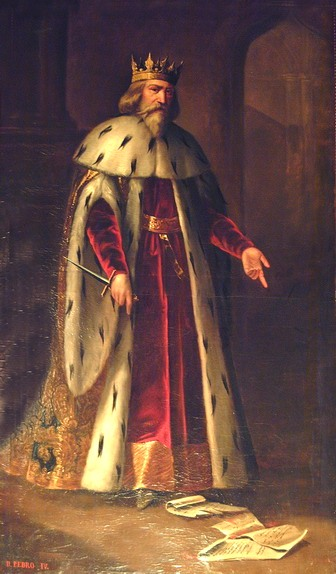
Piotr IV Aragoński

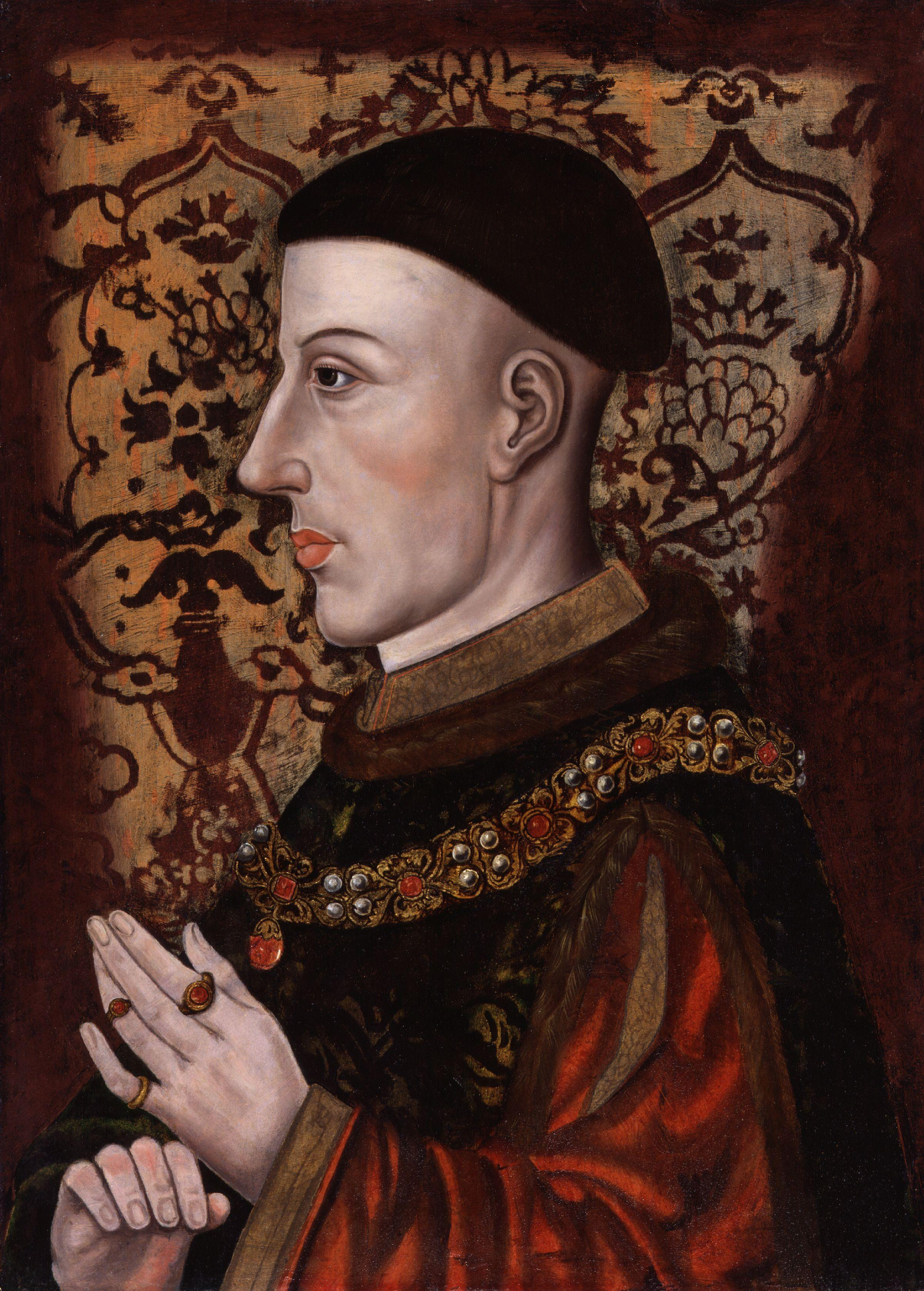
Henryk V Lancaster

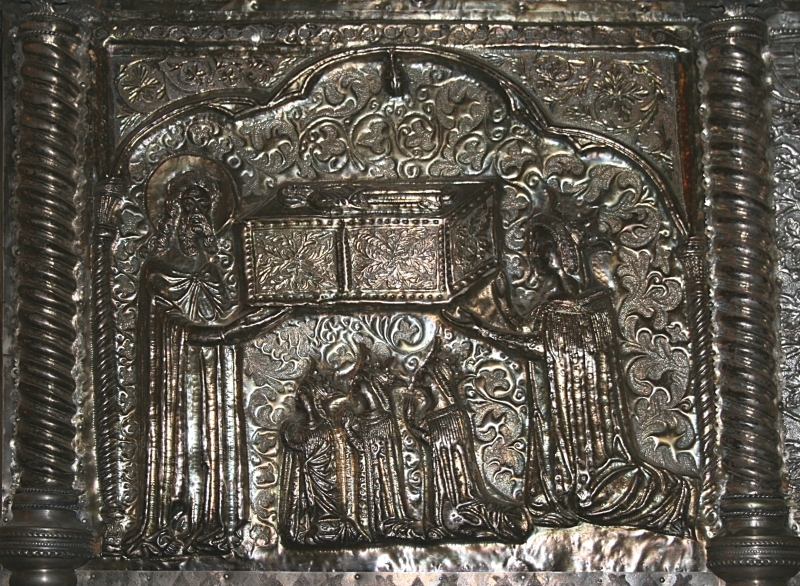
Elżbieta Bośniaczka z córkami

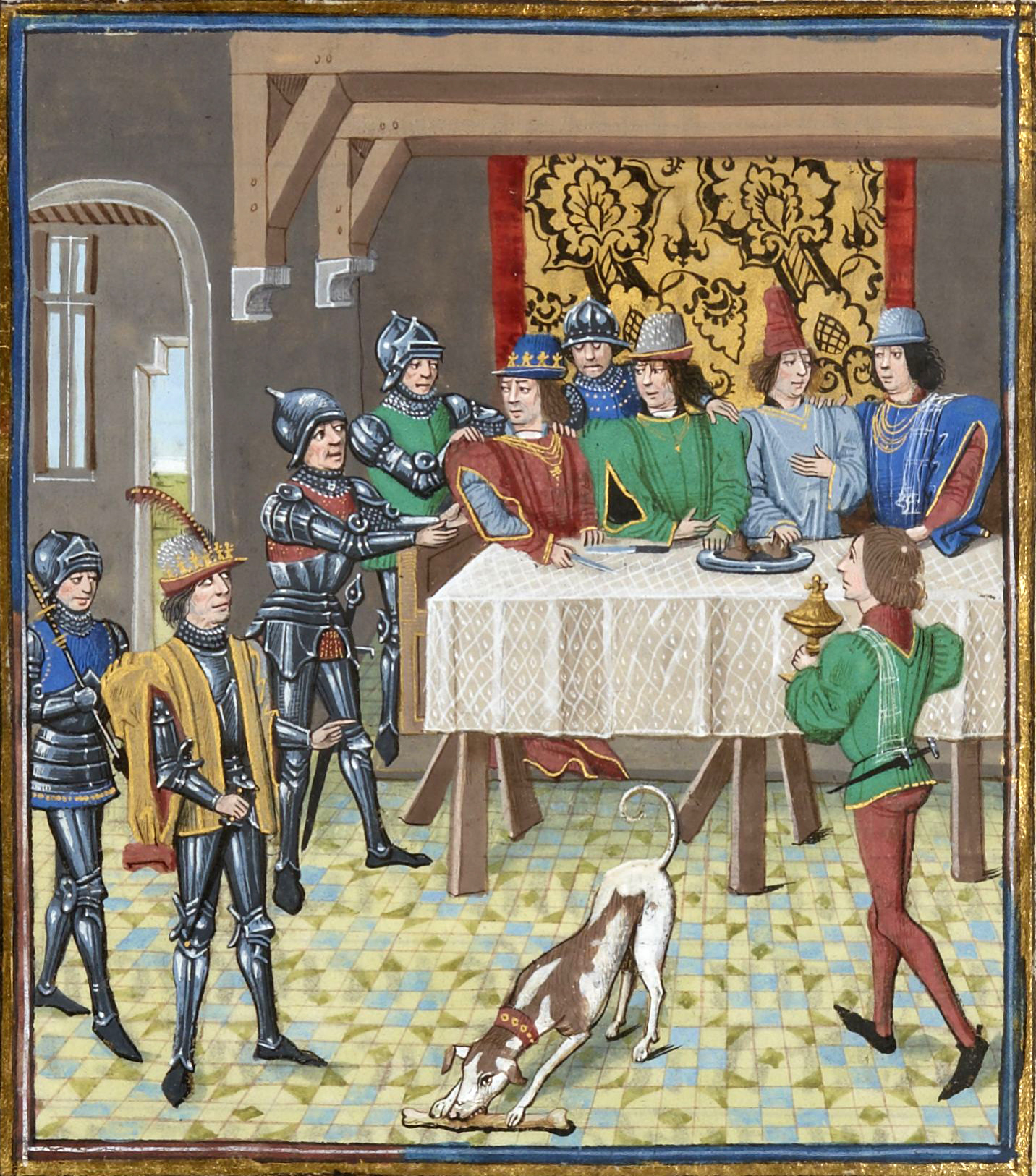
Pojmanie Karola II Złego na rozkaz króla Francji

Wydarzenia polityczne w 1387 roku.

## Wydarzenia
- Chrzest Litwy. Założenie biskupstwa w Wilnie[1].

## Urodzeni
- 1 września Henryk V Lancaster, król Anglii[2][3].
- Thomas Dacre, 6. baron Dacre[4].
- Walter Devereux, angielski rycerz (zm. 1420)[5].

## Zmarli
- 1 stycznia Karol II Zły, król Nawarry[6].
- 6 stycznia Piotr IV Ceremonialny, król Aragonii[7][8].
- 3 sierpnia Olaf Haakonsson, król Danii i Norwegii[9][10].
- Elżbieta Bośniaczka, żona Ludwika Węgierskiego[11].